# Usina Nuclear de Tarapur
Estação de Energia Atômica Tarapur (T. A. P. S.) está localizado em Tarapur, Palghar, na Índia. Ela foi a primeira usina nuclear comercial construída na Índia. É a mais antiga usina nuclear do mundo  em operação comercial.

## História
A Usina Nuclear de Tarapur foi construída inicialmente com dois reatores de água fervente (BWR) sob o Acordo 123 de 1963 entre a Índia, os Estados Unidos e a Agência Internacional de Energia Atômica (AIEA). Ele foi construído para o Departamento de Energia Atômica por GE e Bechtel. As unidades 1 e 2 foram colocados em  operação comercial em 28 de outubro de 1969, com uma potência inicial de 210 MW de eletricidade. Mais tarde, esta foi reduzida para 160 MW, devido a dificuldades técnicas. Estes foram os primeiros reatores de seu tipo na Ásia.
Mais recentemente dois reatores de água pesada pressurizada (PHWR) de 540 MW cada foram construídos pela L&T e Gammon Índia, sete meses antes do prazo e dentro do custo original das estimativas. A unidade 3 entrou em operação comercial em 18 de agosto de 2006 e a unidade 4 em 12 de setembro de 2005.
A instalação é operada pela NPCIL (Nuclear Power Corporation of India).
Os trabalhadores que operam a estação podem viver em um complexo residencial chamado Colônia T. A. P. S. 19° 48′ 58″ N, 72° 44′ 35″ L que está a quinze minutos de carro de Boisar, a estação ferroviária mais próxima. O complexo residencial foi construído também pela Bechtel para abrigar os empregados indianos e americanos. Devido a isso o complexo residencial tinha o clima de uma pequena cidade indiana, casas espaçosas, um clube com quadras de tênis, piscina, um comissário etc. Embora os moradores americanos tenham saído há muito tempo, a colônia continua a prosperar.
Em 1974, após a Índia realizar o teste Smiling Buddha, seu primeiro teste de armas nucleares, os EUA optaram por não honrar seu contrato para o fornecimento de urânio enriquecido para a usina. Assim, o combustível nuclear para Tarapur tem sido posteriormente entregue a partir de França, China e Rússia sob salvaguarda da AIEA.

## Preocupações com a segurança
Os reatores de água Fervente (BWRs) em Tarapur 1 e 2 unidades são semelhantes aos reatores envolvidos no desastre nuclear de Fukushima Daiichi. Os reatores são projetos antigos e têm levantado preocupações de segurança e de acordo com um líder local, os dois reatores já estavam em 2011 em operação por 16 anos a mais do que o seu projeto de vida.
Em 2007, o Conselho regulatório de Energia Atômica (AERB) avaliou os recursos sísmicos de segurança em Tarapur 1 e 2 e relatou diversas deficiências, após o que NPCIL instalados sensores sísmicos. Em 2011, AERB formada de 10 membros da comissão, composta de especialistas de Institutos Indianos de Tecnologia (IIT) e Índia Departamento de Meteorologia (IMD), para avaliar a vulnerabilidade da Tarapur a terremotos e tsunamis.. A. Gopalakrishnan, ex-diretor da AERB, disse que os reatores Tarapur 1 e 2 são muito mais velhos do que os reatores envolvidos no acidente nuclear de Fukushima e defendeu que devem ser imediatamente descomissionados.